# Савињано ди Риго (Форли-Чезена)
Савињано ди Риго је насеље у Италији у округу Форли-Чезена, региону Емилија-Ромања.
Према процени из 2011. у насељу је живело 52 становника. Насеље се налази на надморској висини од 572 м.